# Yamaha YZ
L'YZ est une motocyclette du constructeur japonais Yamaha. Elle fait partie de la gamme cross et n'est pas homologuée pour circuler sur route ouverte. La version "homologuée" route est la wrz ou yz-e 

## 85
La YZ85 est munie d'un moteur deux-temps, de 85 cm³, elle est la remplaçante de la 80 cm³. Elle est disponible en deux modèles : le modèle standard, et le modèle L/W. La différence entre les deux modèles se trouve au niveau de la taille des roues, elles ont respectivement les diamètres 17/14 et 19/16 pouces. Contrairement à d'autres modèles la YZ85 ne dispose que d'un seul radiateur de refroidissement.

## 100
Elle est équipée d'un cantilever comme la Yamaha 125YZ de 1980, qui sera remplacé par le système Monocross dès 1981.

## 125
Elle est équipée d'un monocylindre 2-temps. La production de la 125YZ commence en 1974. 
Ces 125cm³ 2-temps appartiennent à la classe MX2, elles développent une puissance de 37cv, qui les rendent comparables aux 250cm³ bien que celles-ci disposent d'un couple plus élevé et d'une puissance plus linéaire.
Elle était équipée d'un châssis tubulaire à simple berceau dédoublé en acier jusqu'en 2005. 
À partir de 2005 Yamaha a équipé ce modèle d'un châssis similaire en aluminium gaufré.
De 1975 à 1980, l'YZ125 fut déclinée en YZ175, équipée d'un moteur de 175cm³.
Sa version de ville est la Yamaha 125 DT.

## 250
La première 250 YZ est présentée en 1969. Elle est la première machine compétition-client de cross à être importée en France. 
Elle bénéficie d'un restylage complet en 1996. Avant l'arrivée de la 250 WR, la 250 YZ a été modifiée pour la transformer en machine d'enduro.
Très à l'aise en franchissement, très fiable, peu coûteuse, d'une robustesse mise à toute épreuve, facile d'entretien, il faut néanmoins une bonne expérience en motocross pour pouvoir en tirer toute la quintessence. 
En 2001, Yamaha sort la YZ250F (pour "four stroke", quatre temps), la première 250 de cross à moteur quatre temps. C'est la seule 250 cm³ qui peut être acceptée dans la classe 125 (MX2) car elle ne développe pas autant de puissance que les deux temps de même cylindrée. 
Le moteur du modèle 2014 est incliné vers l’arrière comme sur la 450. 
Sa puissance se rapproche de celle des 125 cm³ deux temps à quelques détails près. Le poids est toutefois différent. Les modèles 125 et 250 de 2006, pèsent respectivement 86 et 93,5 kg.

## Yamaha YZ450F
Moteur de 450 cm³ incliné vers l'arrière à quatre soupapes à partir de 2010. Cadre en aluminium à poutre bilatérale assurant un équilibre parfait des rigidités, entrage optimisé des masses, alimentation par injection directe frontale, accessoire "YZ Power Tuner" pour ajuster la cartographie d'injection.

## 465 (490)
Lancée en 1980, la 465YZ change de cylindrée en 1982 pour passer à 490cm³.
Il existe des différences notables entre la 465YZ et la 490YZ: L'augmentation de cylindrée, l'apparition d'un système de valve à l'admission, l'adoption du système d'amortisseur "Monocross" et d'une boite de vitesses 4 rapports au lieu de 5 auparavant. La production de la 490 cessera en 1991.

### Sources
- YAMAHA YZ SERIES MOTOCROSS BIKES 1974 - 2010